# (830) Петрополитана
(830) Петрополитана (лат. Petropolitana) — небольшой астероид главного пояса, который принадлежит к спектральному классу S. Был обнаружен 25 августа 1916 года русским астрономом Григорием Неуйминым в Симеизской обсерватории и назван в честь города Санкт-Петербург. В ту же самую ночь был открыт также астероид (829) Академия. Независимо был открыт 3 сентября 1916 года немецким астрономом Максом Вольфом в обсерватории Хайдельберг.

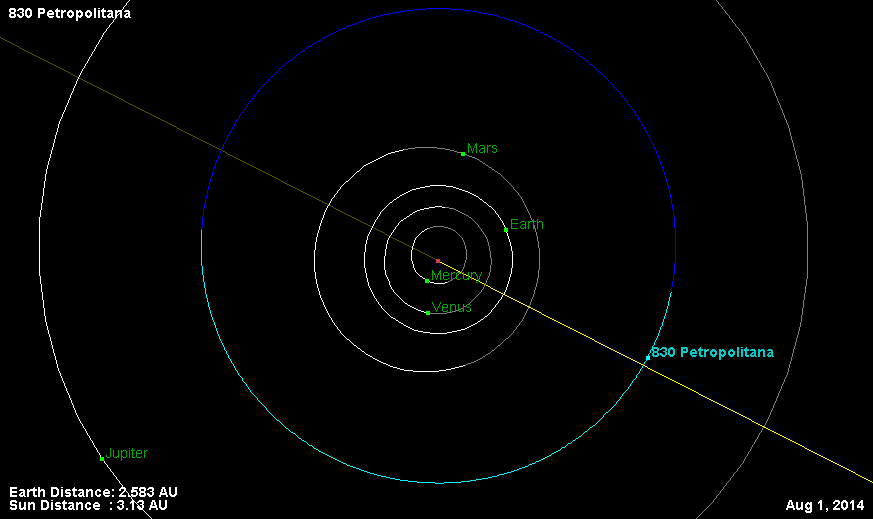
Орбита астероида Петрополитана и его положение в Солнечной системе